# Björn Anklev
Björn Anklev (* 13. dubna 1979) je švédský fotbalový záložník, který hraje ve švédském klubu BK Häcken.

## Klubová kariéra
Anklev hrál ve Švédsku profesionálně za kluby Nyköpings BIS, Halmstads BK a Örgryte IS. V roce 2011 přestoupil do švédského celku BK Häcken.
18. července 2013 nastoupil v prvním utkání druhého předkola Evropské ligy 2013/14 proti domácímu českému celku AC Sparta Praha a byl při remíze 2:2, Bollklubben Häcken si tak odvezl nadějný výsledek do odvety.

## Odkazy

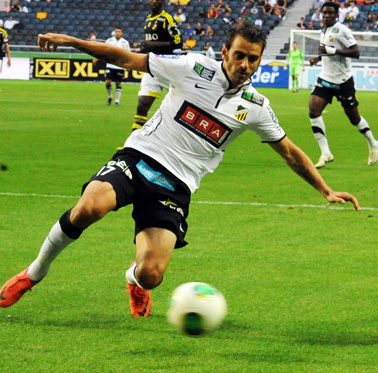
Björn Anklev